# 세노르남데
세노르남데(སེ་སྣོལ་གནམ་ལྡེ།)는 토번의 제18대 첸포이다.
| 전 대 데취남슝 | 제18대 토번국 짼뽀 ? - ? | 후 대 쎄노르뽀데 |

| 전임 데취남슝 | 티베트의 국가 원수 ? ~ ? | 후임 쎄노르뽀데 |